# Lillklobben (vid Torsö, Raseborg)
Lillklobben är en ö i Finland. Den ligger i Finska viken och i kommunen Raseborg i den ekonomiska regionen  Raseborg i landskapet Nyland, i den södra delen av landet. Ön ligger omkring 80 kilometer väster om Helsingfors.
Öns area är 0,9 hektar och dess största längd är 180 meter i sydöst-nordvästlig riktning.